# Joseph-Antoine Bouvard
Pour les articles homonymes, voir Bouvard.
Joseph-Antoine Bouvard est un architecte français, né le 19 février 1840 à Saint-Jean-de-Bournay (Isère) et mort le 5 novembre 1920 à Marly-le-Roi (Yvelines).

## Biographie
Il est un des fils de Joseph Bouvard, plâtrier, et de Marie Magdelaine Rostaing.
Orphelin de père en 1843, sa mère se remarie en 1844 avec Gaspard Laurent, charron, à Vienne (Isère) où, de cette union, naît son demi-frère Florentin Laurent, entrepreneur de travaux public. Ce dernier recevra la Légion d'honneur des mains même de son frère Joseph-Antoine Bouvard le 28 novembre 1900. Sa mère meurt à Vienne en 1853.
Il est l'élève de Hugues Quenin, architecte à Vienne.
En 1864, Bouvard étudie l'architecture à l’École nationale supérieure des beaux-arts de Paris, où il est l'élève de Simon-Claude Constant-Dufeux (1801-1870). En 1865, il y reçoit deux médailles pour ses projets, une pour l'emploi du bois, une l'autre pour la perspective.
Vers 1885, il est l'architecte de la première École nationale professionnelle de France, à Voiron (Isère), dans sa région natale.
Joseph Bouvard fut le collaborateur d'Adolphe Alphand (1817-1891), directeur des Travaux de la ville de Paris, et lui succéda. Il devient directeur administratif des services d'Architecture, des Promenades, des Plantations et Fêtes de la ville de Paris jusqu'en 1911. Il contribua aussi à bon nombre d'organisations d'expositions et de manifestations dans Paris en sus de l'Exposition universelle de 1889.
Il est le père de plusieurs enfants. Un de ses fils, Roger Bouvard, devint aussi architecte et son collaborateur à la ville de Paris
Il est nommé chevalier de la Légion d'honneur en 1878, promu officier en 1889, commandeur en 1897, et élevé au grade de grand officier en 1900.

## Réalisations

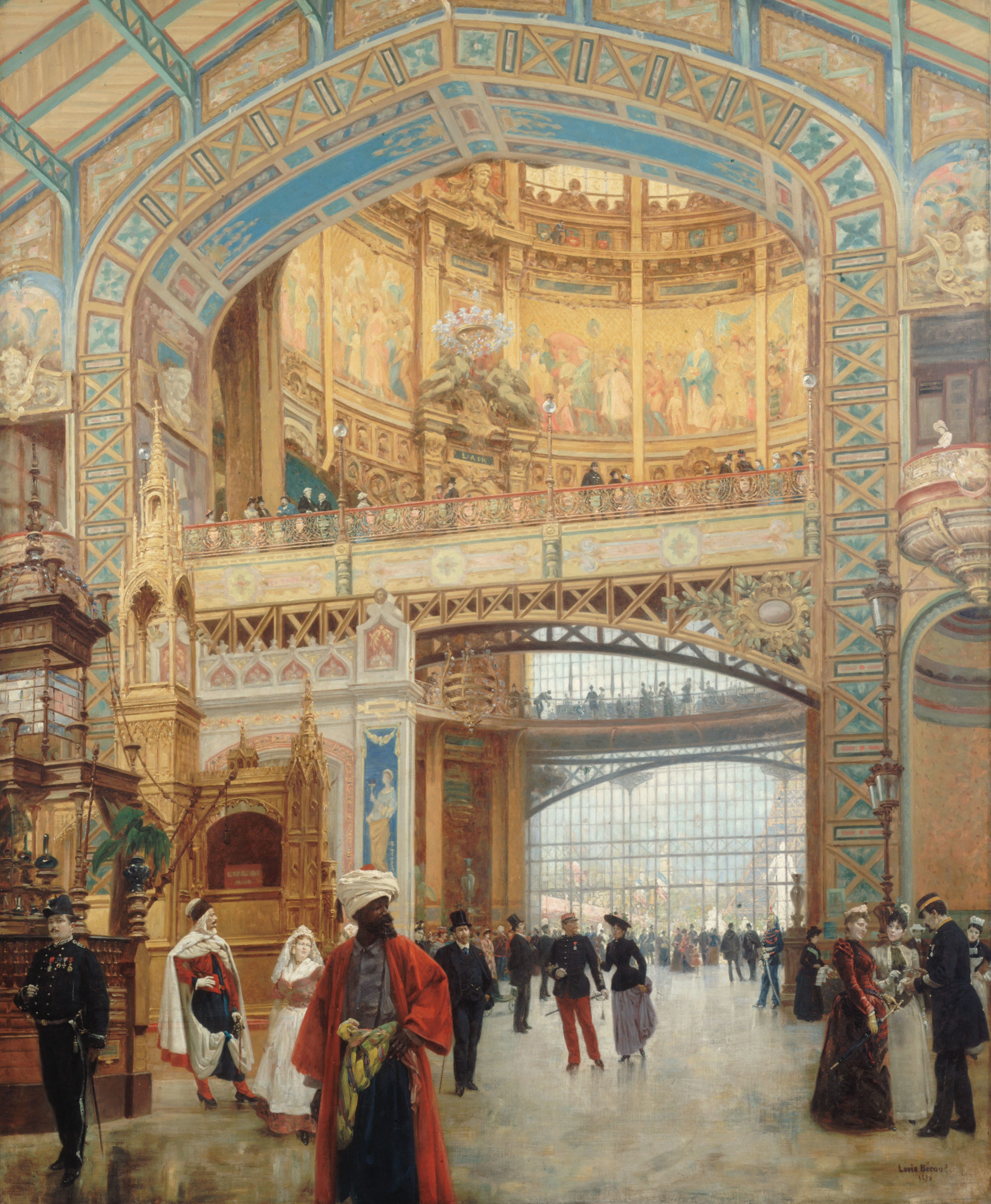
Le Dôme Central de la Galerie des Machines lors de l'Exposition de 1889 (1889), tableau de Louis Béroud, Paris, musée Carnavalet.

- 1882-1883 : caserne de la Garde républicaine, no 4 rue de Schomberg, à Paris 4e [4].
- 1882-1884 : gare de Saint-Étienne-Châteaucreux, Saint-Étienne.
- 1885-1886 : École nationale professionnelle de Voiron, la première de France avant Vierzon et Armentières[5], aujourd'hui lycée Ferdinand Buisson[6].
- 1889 : le dôme central de la Galerie des Machines de l'Exposition universelle[7].
- 1892 : bourse du travail de Paris, no 3 rue du Château-d'Eau à Paris.
- 1893-1896 : gare Saint-Charles de Marseille.
- 1907 : il fait des propositions pour l'aménagement de Constantinople qu'il découvre avec son fils Roger Bouvard, aussi architecte. Il sera surnommé pour cela le « nouvel Haussmann d'Orient »[réf. nécessaire].
- 1907-1909 : plan d'urbanisme de la ville Buenos Aires (Argentine). « Les Argentins veulent que leur capitale Buenos-Aires, devienne en quelques mois, à l'occasion du Centenaire de l'Indépendance 1910, une des plus belles villes du monde. Il y a un réseau d'avenues à ouvrir, toute une série de monuments à édifier d'un coup de baguette. Il leur faut un magicien. C'est Mr Bouvard qu'ils appellent, […] et qui promet de faire ce miracle. »[8].
- Bâtiments des Archives de la Seine, no 30 quai Henri-IV à Paris, en collaboration avec Félix Roguet.
- Contribution à l'aménagement du Champ-de-Mars à Paris.
- 1883, avec Jean-Baptiste Gravigny : dauphins en bronze des fontaines de la place de la République (Paris), déplacés au milieu des années 2010 dans les bassins du Petit et Grand Palais (Paris)[9].

## Galerie

Réalisations de Joseph-Antoine Bouvard
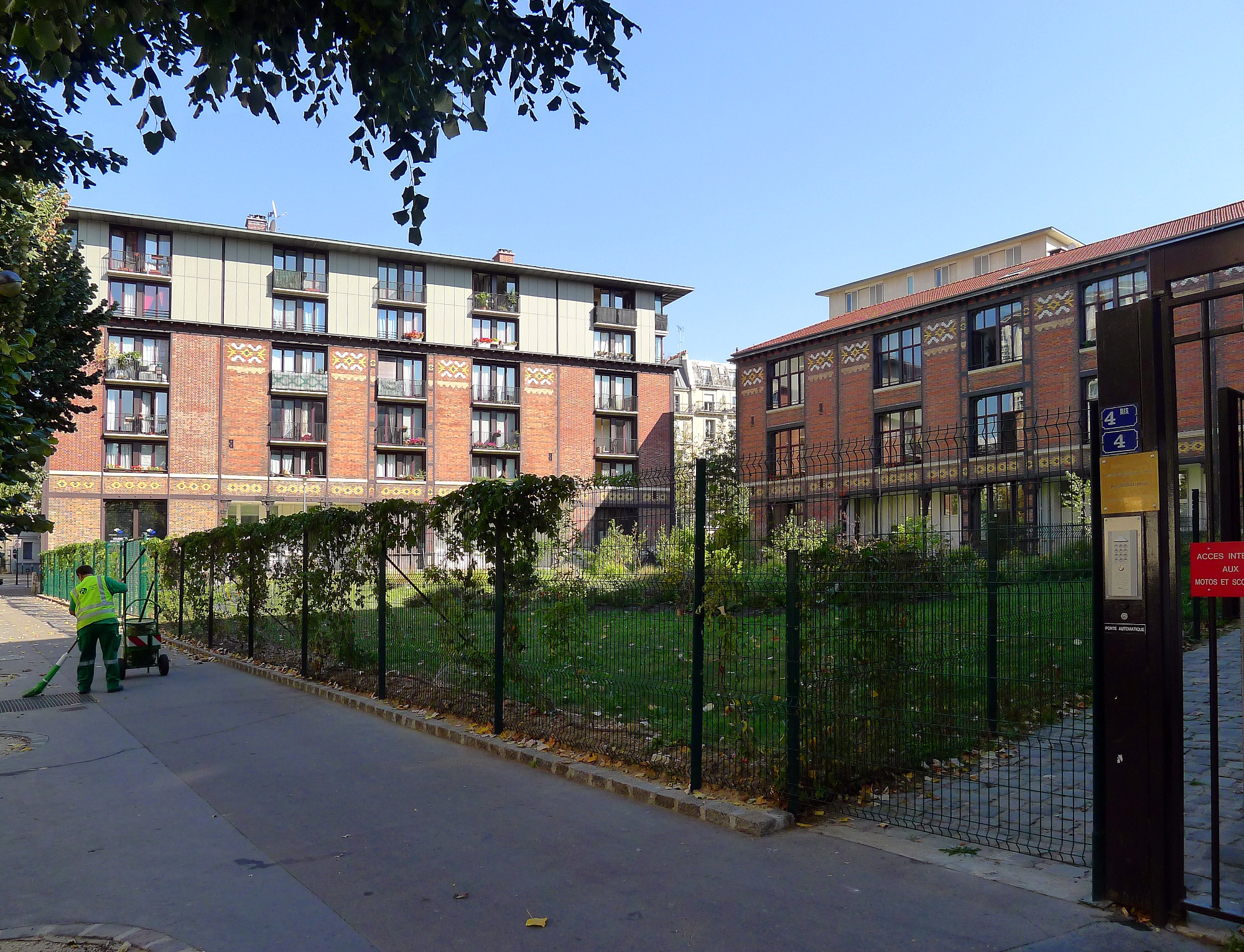
Caserne de la Garde républicaine (1882-1883), no 4 rue de Schomberg à Paris (état en 2011).
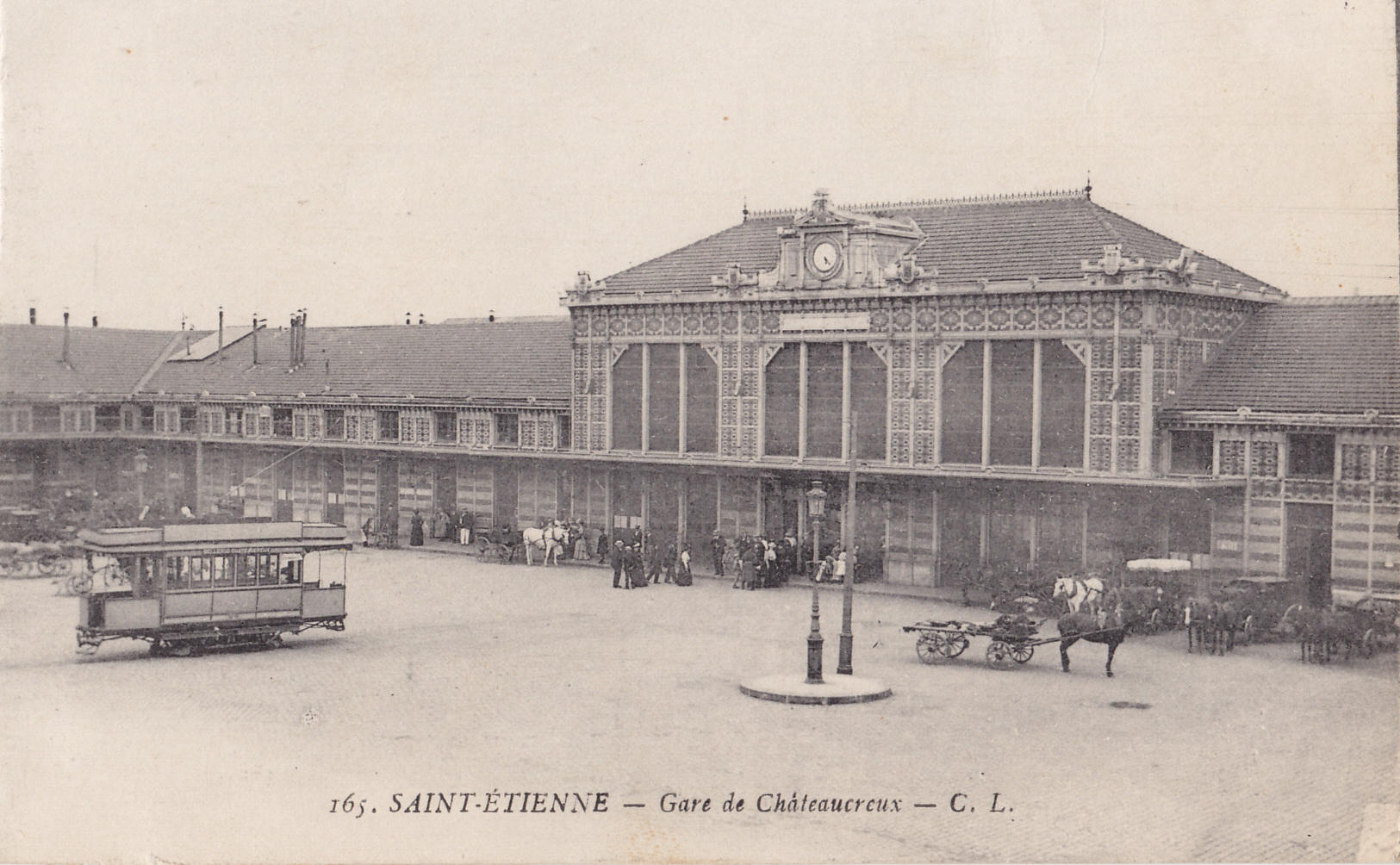
Gare de Saint-Étienne-Châteaucreux (1882-1884).
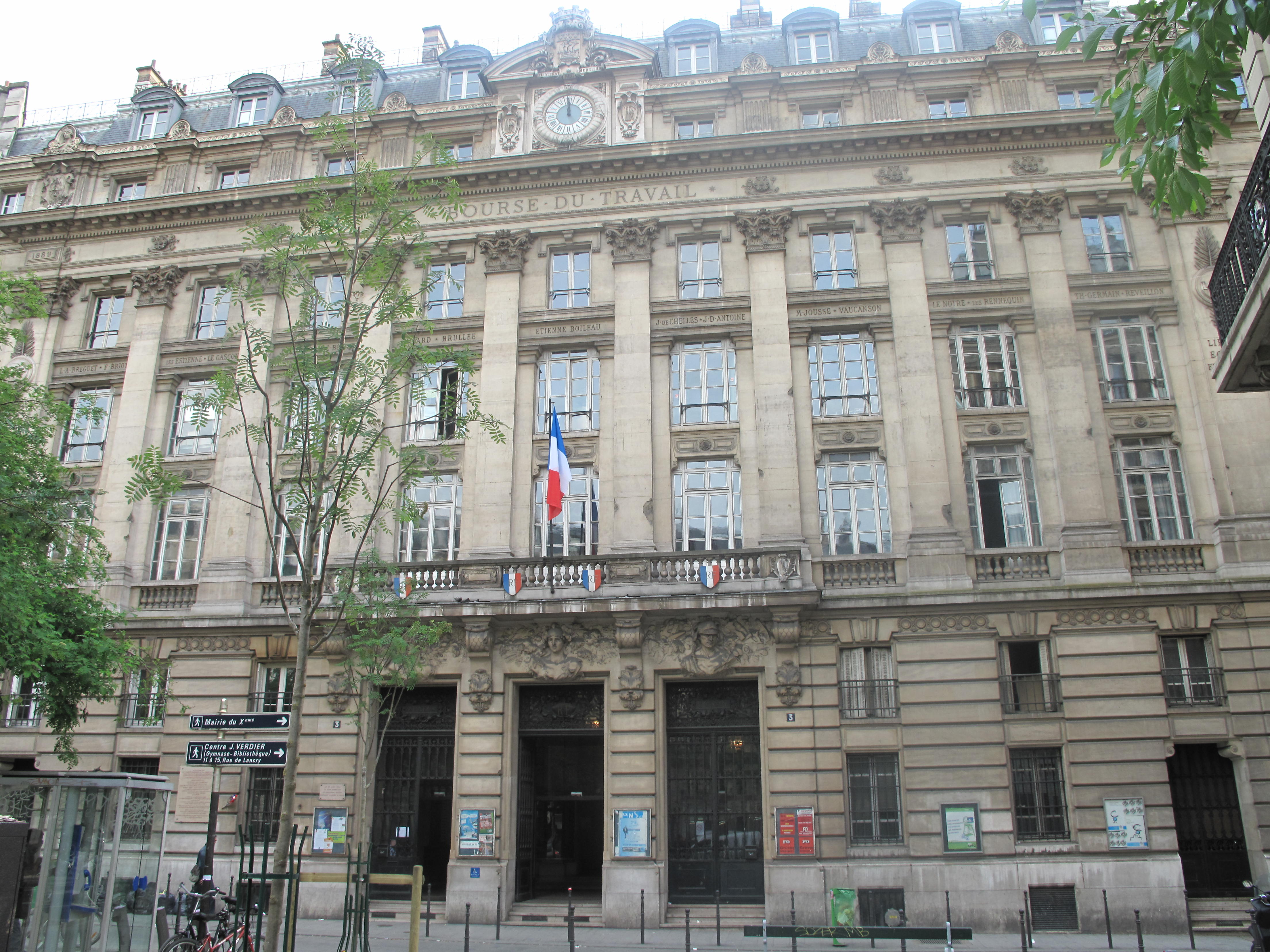
Bourse du travail de Paris (1892), no 3 rue du Château-d'Eau à Paris.
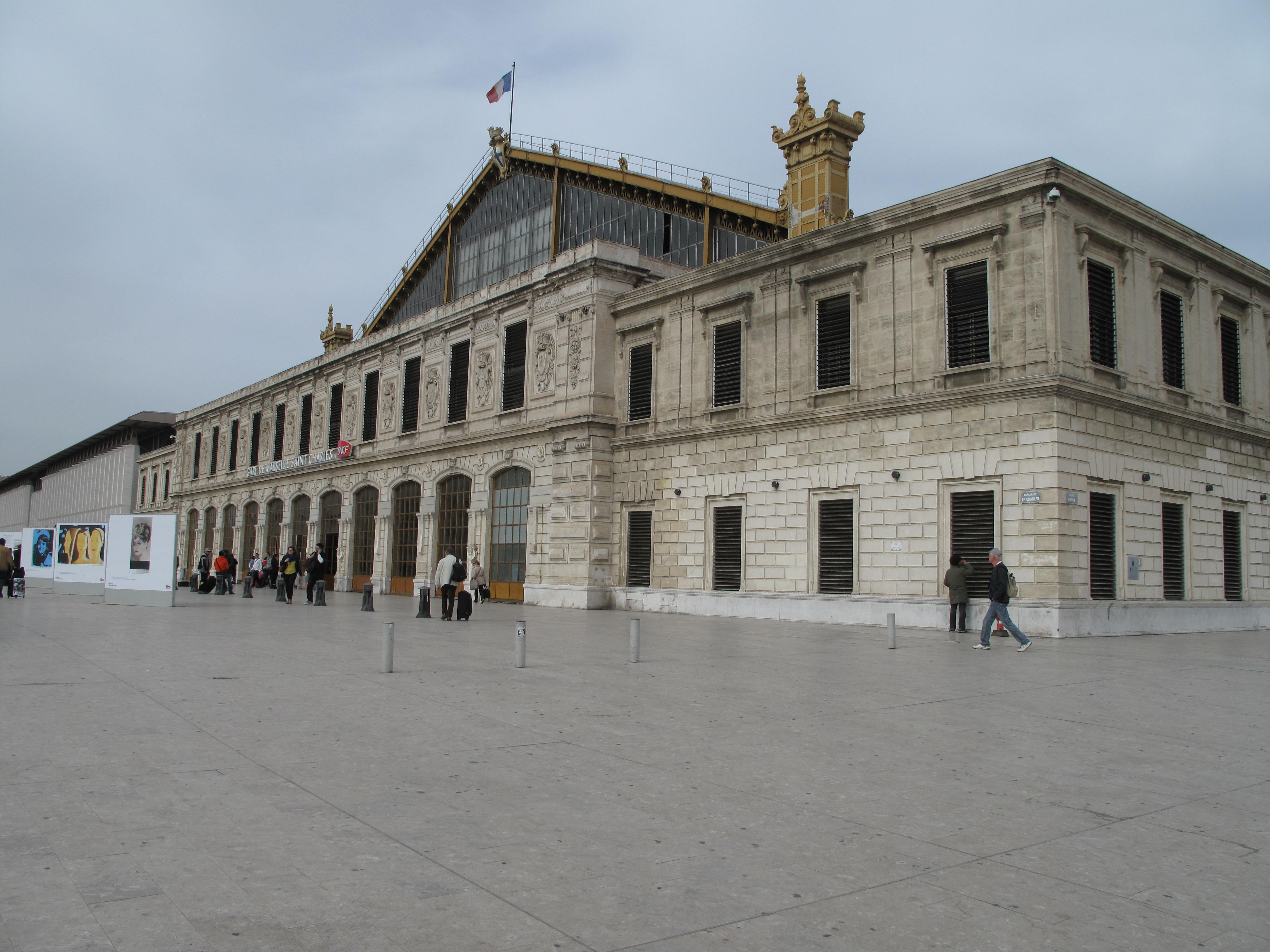
Gare de Marseille-Saint-Charles (1893-1896), Marseille.

## Hommages
- Pour son Monument à Alphand (1899), avenue Foch à Paris, Jules Dalou a donné les traits de Joseph Bouvard à figure de L'Architecte cantonnant le piédestal à senestre[10].
- Une voie du 7e arrondissement de Paris porte son nom, l'avenue Joseph-Bouvard. Cette avenue traverse le Champ-de-Mars, dont il avait proposé et supervisé le réaménagement.